# Yangyang International Airport
Yangyang International Airport är en flygplats i Sydkorea.   Den ligger i provinsen Gangwon, i den norra delen av landet, 160 km öster om huvudstaden Seoul. Yangyang International Airport ligger 76 meter över havet.
Terrängen runt Yangyang International Airport är platt norrut, men åt sydväst är den kuperad. Havet är nära Yangyang International Airport åt nordost.  Närmaste större samhälle är Sokcho, 17,5 km norr om Yangyang International Airport. 